# موسيقى قبطية
الموسيقى القبطية هي الموسيقى التي تُغنى وتُعزف في الكنيسة القبطية الأرثوذكسية (كنيسة مصر) والكنيسة القبطية الكاثوليكية. وهي تتكون أساسًا من ترانيم ترتل بإيقاع مع أدوات مثل الصنج (اليد والحجم الكبير) والمثلث. الموسيقى القبطية دينية بحتة.
الترتيل القبطي هو تقليد قديم جدًا، يُفترض أن له صلات بالطقوس الدينية القديمة في القدس أو سوريا، ومع ذلك، فإن المخطوطات بقيت فقط منذ الأزمنة الحديثة ولا يُعرف الكثير عن التقليد الأقدم. حتى هذه الكتب الطقوسية الحديثة، كانت الموسيقى تُنقل شفهيًا. في الترانيم الحديثة، هناك استخدام واسع لأنواع اللحن، مما يسمح ببعض الارتجال من قبل المطربين.
تعتبر آلات الإيقاع المستخدمة في الكنيسة القبطية غير مألوفة بين الطقوس المسيحية. نظرًا لظهور أدوات مماثلة في اللوحات الجدارية والنقوش المصرية القديمة، يعتقد البعض أنها قد تمثل بقاءًا من تقليد قديم جدًا.
أشهر نشيد قبطي حديث هو الراحل كانتور ميخائيل جرجس البتانونى، الذي ساعدت تسجيلاته في حفظ وتوحيد العديد من الترانيم القديمة التي لولا ذلك كانت ستضيع، ومع ذلك، فقد تم تسجيلها بالنطق اليوناني البحيري.

## الشخصيات المعاصرة المساهمة في الموسيقى القبطية
- ميخائيل جرجس البتانونى
- عادل كمال
- راغب مفتاح
- نبيلة عريان
- إرنست نيولاندسميث
- إيمانويل سعد
- أبانوب غبريال